# Горгану (Арђеш)
Горгану (рум. Gorganu) насеље је у Румунији у округу Арђеш у општини Калинешти. Oпштина се налази на надморској висини од 267 m.

## Становништво
Према подацима из 2002. године у насељу је живело 1012 становника, од којих су сви румунске националности.